# Albino Gabriel
Pour les articles homonymes, voir Gabriel.
Albino Julio Gabriel est un boxeur mozambicain.

## Biographie
Il est médaillé d'or dans la catégorie des moins de 86 kg aux Championnats d'Afrique de boxe amateur 2022 à Maputo, s'imposant en finale face au Camerounais Arouna Ntosengeh.
Il remporte la médaille de bronze dans la catégorie des moins de 86 kg aux championnats d'Afrique de boxe amateur 2023 à Yaoundé.